# Projecció de Haworth

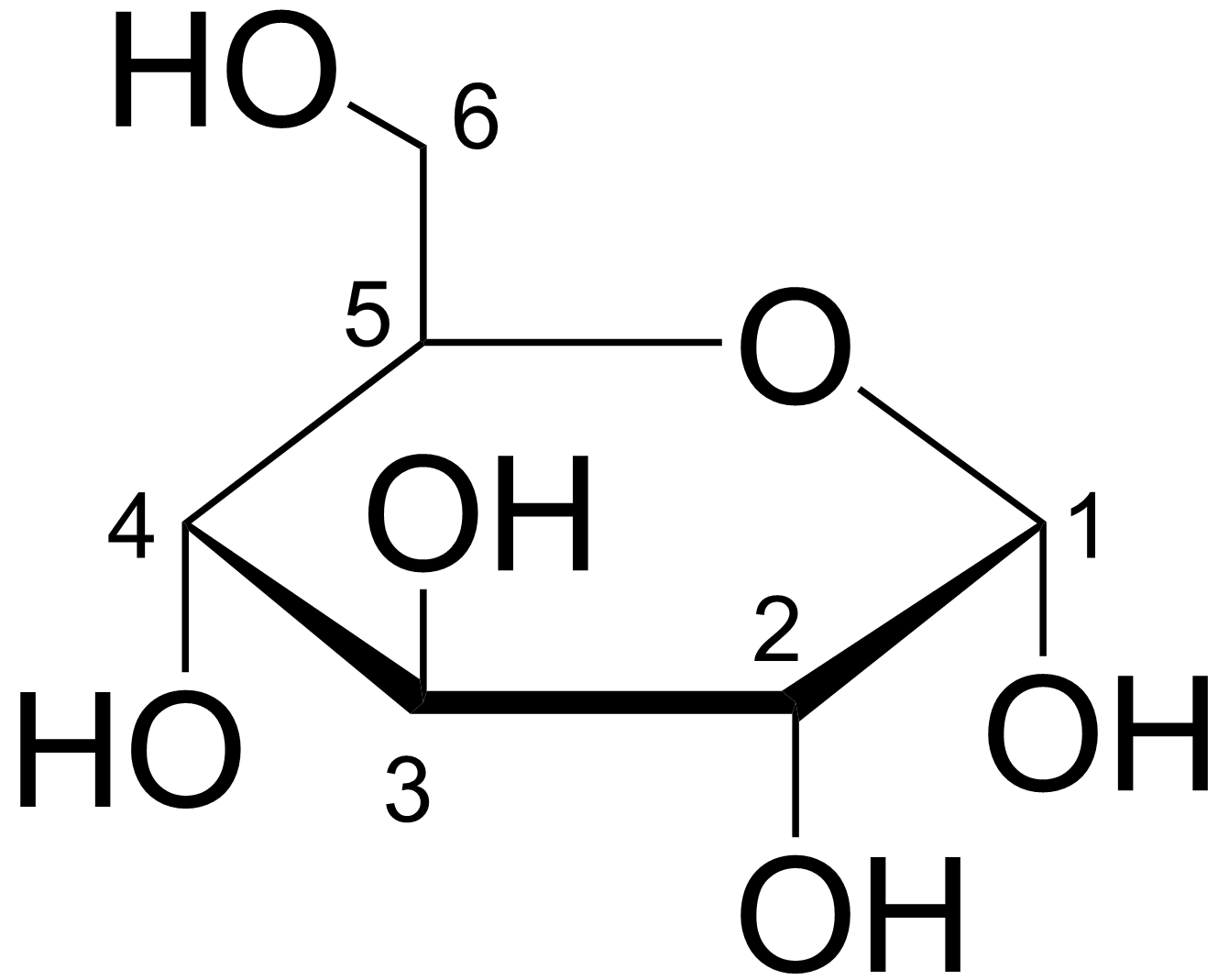
Una projecció de Haworth de l'estructura de α-D-glucopiranosa

Una projecció de Haworth és una forma comuna de representar l'estructura cíclica dels monosacàrids amb una perspectiva tridimensional simple.
La projecció de Haworth va ser creada pel químic anglès Sir Norman Haworth.
Una projecció de Haworth té les següents característiques:
- El carboni és el tipus implícit d'àtom. En l'exemple de la dreta, els àtoms numerats de l'1 al 6 són tots àtoms de carboni. El carboni 1 es coneix com el carboni anomèric.
- Els àtoms d'hidrogen de carboni també estan implícits. En l'exemple, àtoms d'1 a 6 tenen àtoms d'hidrogen addicionals no representats.
- Una línia gruixuda indica els àtoms que estan més a prop de l'observador. En l'exemple de la dreta, els àtoms de 2 i 3 (i els seus corresponents grups OH) són els més propers a l'observadors. Els àtoms 1 i 4 són més llunyans a l'observador. L'atom 5 i els altres àtom (d'oxigen) són els més llunyans.
- Els grups per sota del pla de l'anell en les projeccions de Haworth són equivalents als del costat dret d'una projecció Fischer.